# Labastide-du-Temple
Labastide-du-Temple é uma comuna francesa na região administrativa da Occitânia, no departamento de Tarn-et-Garonne. Estende-se por uma área de 10.92 km², e possui 1.138 habitantes, segundo o censo de 2018, com uma densidade de 100 hab/km².